# Филино (бывшая деревня, Москва)

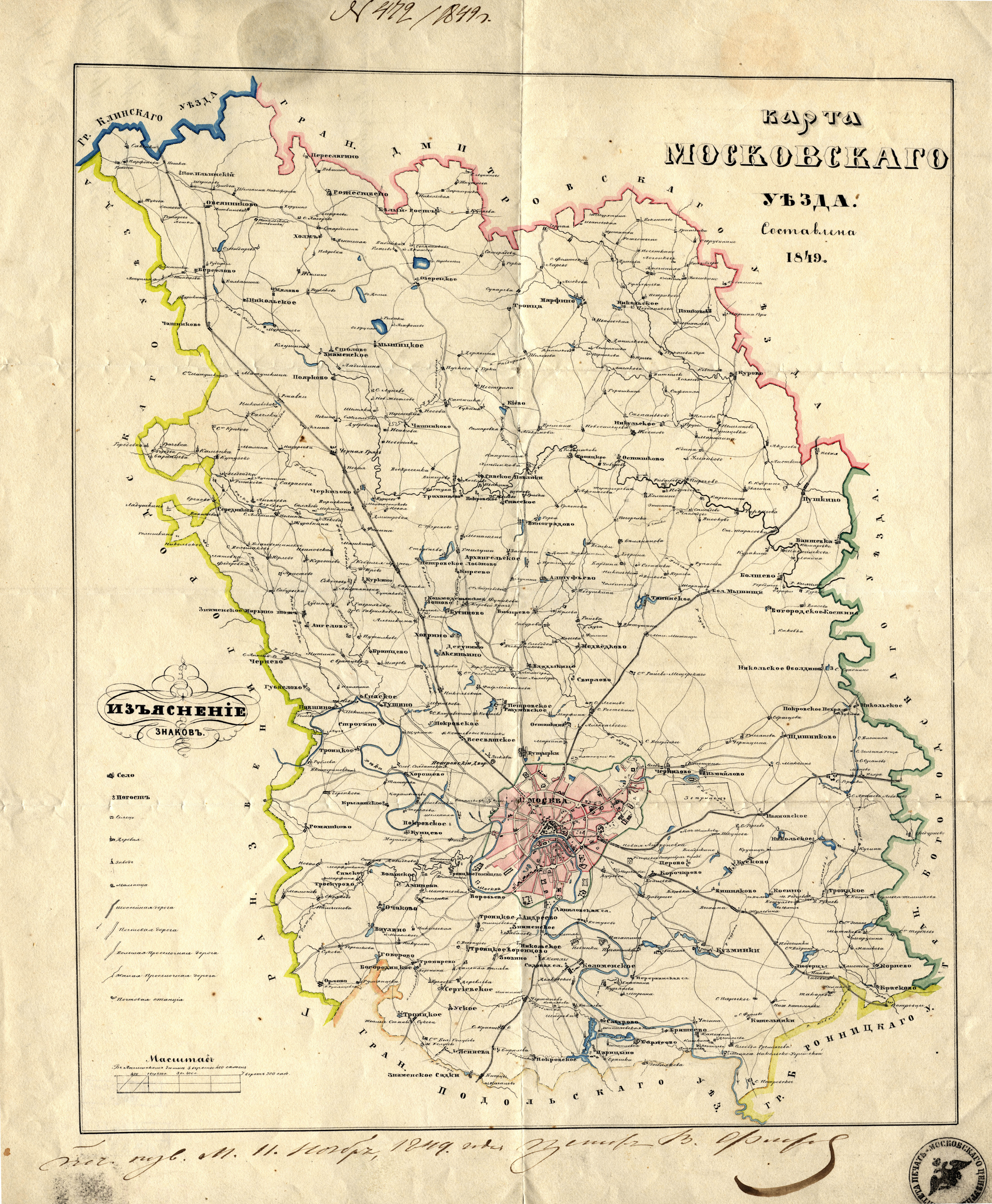
Деревня Филина, на карте Московского уезда 1849 года

Филино — бывшая деревня в Москве и Подмосковье, России, одна её часть находящаяся между Новосходненским шоссе и Октябрьской железной дорогой, вошла в состав Ленинградского района Москвы в 1984 году, а другая часть осталась в Московской области в черте города Химки.
Московская часть бывшей деревни, сейчас микрорайон, находится на территории Молжаниновского района Северный административный округ (САО). На топографической карте 1860 года (так называемой карте Шуберта), в Указателе дорог … 1839 года деревня именуется Филина.

## История
Владельческая деревня впервые упоминается в 1584 года как деревня Дашкино, Филино тож. Она принадлежала Тимофею Ивановичу Селиванову и состояла из двора вотчинника и двух крестьянских дворов.
В конце XVII — начале XVIII века владельцем Филино был князь П. А. Голицын. После его смерти владельцем стал его сын Василий Петрович Голицын, а после него во второй половине XVIII века — его внук Иван Васильевич Голицын.
К 1760 года в сельце Филино насчитывалось 33 двора, где проживало 227 крестьян. Крестьяне засевали поля рожью и овсом, занимались извозом в Москве, женщины — прядением и ткачеством.
После смерти Ивана Васильевича Голицына в 1773 году Филино перешло во владение к его двоюродному брат князю С. А. Меншикову, внуку знаменитого сподвижника Петра I.
Через сельцо, в 1790-е годы, проходила дорога (Новгородский тракт) из Москвы на Клин. Во время Отечественной войны 1812 года Филино было разорено и сожжено французами и их европейскими союзниками.
В 1815 году сельцо досталась сыну Сергея Александровича — князю А. С. Меншикову, активно занимавшемуся государственными делами. В середине XIX века в селе насчитывался 41 двор, в котором проживало 282 человека. Также работала сукновальная и красильная фабрика, принадлежавшая купцу Досужеву.
На карте Московского уезда, 1849 года, через Филина проходила большая просёлочная дорога соединявшая поселения Кобылья Лужа, стоявшее на шоссейной дороге, Машкина, Морщилина, Верескина и Новая, тоже стоявшую на шоссе Санкт-Петербург — Москва.
После реформы 1861 годов крестьяне получили не много земель, однако размер выкупных платежей был выше, чем в среднем по Черкизовской волости. Из-за этого они выплачивали их вплоть до 1907 года. Крестьяне стали заниматься столярным и кузнечным делом, слесарным мастерством, резьбой, а также извозом, пчеловодством.
В 1869 году после кончины А. С. Меншикова имение перешло к его сыну — князю Владимиру Александровичу Меншикову. В 1873 году купец Карл Карлович Генке купил у князя фабрику и деревенскую землю.
В 1905 году в сельце начал свою работу кирпичный завод, принадлежавший А. А. Пешкову и Н. К. Рахманову. На 1909 год уже кирпичный завод Е. и О. Пешковых и А. П. Рахманова (купец 2-й гильдии), с количеством работающих 150 человек.
В конце 1920-х годов рядом с деревней появилась платформа Первомайская на Октябрьской железной дороге. Позже она была переименована в «Планерную» из-за находившейся поблизости лётной тренировочной и учебной базы. После 1928 года в Филино существовал колхоз «Имени Мосавиахима».
После Великой Отечественной войны в деревню провели электричество, также она оказалась на пути Новосходненского шоссе, которое связало Сходню с Москвой и Химками. Филинский колхоз вошел в состав колхоза «Путь к коммунизму». В 1970-е годы здесь появился Олимпийский учебно-спортивный центр «Планерная».
В 1984 году часть деревни, находящаяся между Новосходненским шоссе и железной дорогой, вошла в состав Москвы. Оставшаяся часть деревни осталась в Химкинском районе.
В микрорайоне «Филино» (на московской части бывшей деревни) находятся улицы Города-Героя:
- Лужская улица;
- Новосходненское шоссе;
- Проектируемый проезд № 727;
- Старофилинская улица.

В соответствии с планами Правительства Москвы в данном микрорайоне предусмотрено новое строительство жилых домов и объектов инфраструктуры и обустройство улиц.